# Ottorino Andreini
Ottorino Andreini, né en 1872 à Florence où il est mort en 1943, est un peintre, illustrateur, et affichiste italien, qui a longtemps travaillé en France.

## Biographie
Ottorino Andreini est originaire de Florence, ville où il commence à travailler en tant qu'affichiste et illustrateur. 
Sa première affiche est Afloss (1900), pour une eau minérale de Turin. À partir de 1906 on trouve sa signature dans le magazine Il giornalino della domenica, destiné aux adolescents et publié par la maison d'édition florentine R. Bemporad & figlio. Ce support, très populaire, est dirigé par Luigi Bertelli, alias « Vamba », et ce dernier lui offre l'occasion de produire de nombreuses couvertures et signe la préface du recueil qu'il illustre, I Poemetti di Marino de Marino Moretti (1885-1979), avec Ugo Finozzi. 

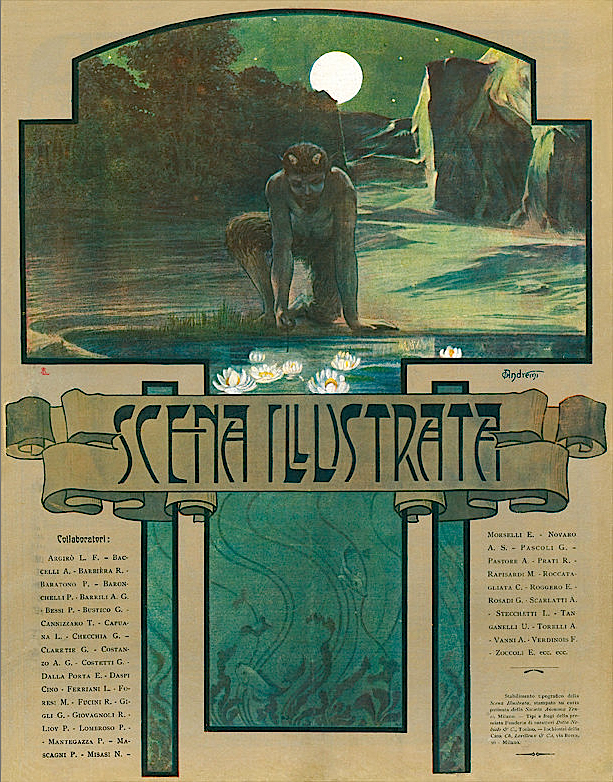
« Faune au clair de lune », illustration pour la Scena illustrata (Florence).

Andreini collabore également à une autre revue florentine, la Scena illustrata, à l'album annuel Novissima (1903), l'un des fleurons du graphisme stile Liberty, ainsi qu'à L'Artista moderno, giornale d'arte applicata (1905-1912). Il s'essaye aussi à la caricature dans l'hebdomadaire satirique romain Fantasio (1902).
Peu avant 1909, il ouvre un atelier d'art à Paris, au 109-111 avenue Gambetta, et travaille avec son compatriote, l'artiste Umberto Brunelleschi, qu'il semble avoir rencontré à Florence. Durant la guerre, il collabore à la revue nationaliste Le Flambeau (1915-1916) et se range donc du côtés des alliés. En octobre-novembre 1919, il fait partie des artistes qui exposent dans la capitale durant la troisième saison du groupe franco-anglo-américain « L'Arc-en-ciel » au profit des pupilles de la nation, présidé par Louis Barthou (Galerie Goupil & Cie).
Durant les années 1920-1930, il produit tant en France qu'en Italie : on trouve sa signature pour Les Modes (Manzi & Joyant, 1919), la revue pour enfants Primavera, rivista mensile per fanciulli (1927, Rome), les suppléments illustrés du groupe de presse Le Petit Parisien, comme Le Miroir du monde (Noël 1933), etc.
Il est mort à Florence en 1943.

## Œuvre

### Affiches

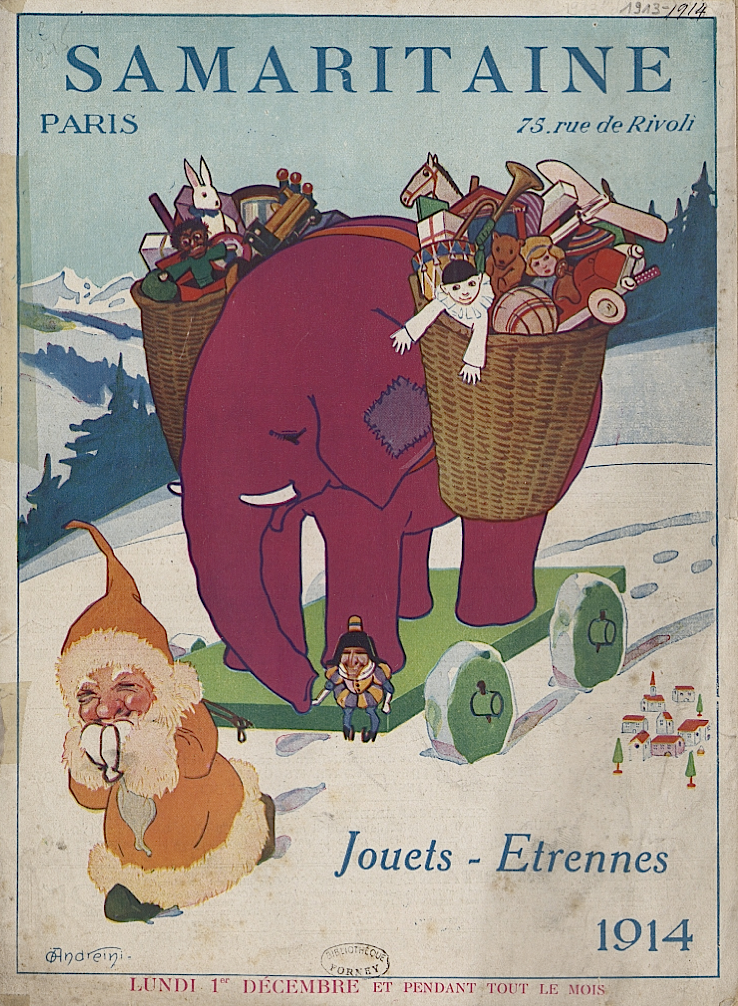
Samaritaine Jouets Étrennes 1914, affiche lithographiée (Paris, novembre 1913).

- 1900 : Afloss, Società dei carbonati di calce (Torino)
- Vers 1905 : Inchiostri da scrivere Rapid Berger & Wirth (Firenze)
- Vers 1910 : Chocolat au lait Maestrani (Suisse)
- 1913-1914 : La Samaritaine, jouets étrennes 1914 (Paris)[7]
- 1921 : L'Aiglonne, roman-ciné par Arthur Bernède (Le Petit Parisien, Paris)[8]

### Livres illustrés
- Térésah, La Ghirlandetta, avec Umberto Brunelleschi, Florence, Bemporad, 1909.
- Marino Moretti, I Poemetti di Marino, illustré par O. Andreini et Ugo Finozzi ; préface de Vamba, Rome, Tipografia Edizione Nazionale, 1913.
- Vittoria Maione Setti, Donnine, corso di letture per le scuole elementari femminili, Florence, Bemporad, 1914.

### Conservation
- Il était une fois dans un parc (1920), dessin, Beauvais, musée départemental de l'Oise[9]